# KBCナイトタウン
KBCナイトタウン（ケービーシーナイトタウン）は、KBCラジオ（九州朝日放送）で1976年（昭和51年）10月4日から1980年（昭和55年）4月4日まで放送されていた平日夜のワイドラジオ番組。

## 概要
KBCラジオでは初となる夜の生ワイド番組。対象リスナー層はヤング層の他に、ヤングアダルト層、OLも含めていた。本社正面横に設置されたサテライトスタジオからも放送を行い、『DMテレフォン』など、リスナーと電話をつないだコーナー、番組スタッフの取材・レポートコーナー『アタックレポート』、リスナー参加のゲームコーナー、音楽などの特集コーナーなどが存在した。かける音楽はポップス中心だった。
しかし聴取率などの成績の面で、当時の裏番組で同じ在福AMラジオ局のRKBラジオの夜ワイド番組『スマッシュ!!11』には及ばず、1年ごとに（末期は半年で）パーソナリティを交替するなど軌道修正も続けたが、1979年10月改編で22時台〜23時台の枠を終了し、放送枠を30分枠に縮小して月曜〜金曜21:30〜22:00枠に移動、半年後の1980年4月4日で終了。以後、KBCラジオの1時間以上の夜ワイド番組は再び無くなり、KBCの夜ワイドの再出現は約3年2か月後の『PAO〜N ぼくらラジオ異星人』のスタートを待つことになる。

### 放送時間
- 月曜日 - 金曜日 22:00 - 23:30 （1976年10月4日 - 1979年10月）
- 月曜日 - 金曜日 21:30 - 22:00 （1979年10月 - 1980年4月4日）

## パーソナリティ
- 松井伸一（1976年10月〜1977年10月　月曜・水曜・金曜担当 → 1978年10月〜1979年4月　月曜〜金曜担当）
- 大薗哲夫（1976年10月〜1977年10月　火曜・木曜担当）
- あべやすみ（1977年10月〜1978年10月　月曜〜金曜担当　当時、博多のディスコのDJ）
- 田中トモコ（1977年10月〜1978年10月　月曜〜金曜担当）
- 西田恭平（1979年4月〜1979年10月　月曜・火曜担当）
- かなぶんや（1979年4月〜1979年10月　水曜・木曜担当 → 1979年10月〜1980年4月　月曜〜金曜担当）
- 江越哲也（1979年4月〜1979年10月　金曜担当）

### アシスタント
- 今村陽子 （初代アシスタント）
- 尾上真智子[2]
- 古賀保代[2]
- 永井スミ[2]
- 十時七枝[2]
他

## コーナー・タイムテーブル
- DMテレフォン
- 夜のニュース・パレード
- くつろぎタイム
- 特集コーナー
- ホロスコープ
- アタックレポート
- ラブコーナー
- 夜のドラマハウス （1979年4月9日から本番組内でネット。夜のドラマハウス自体は最終回まで単独番組としてKBCで放送[2]）
- アニメコーナー （1978年当時）[6]
- あの歌をもういちど （1978年当時）[6]
- ラッキーセブンクイズ （1978年当時[6]、賞金付きのクイズコーナー[7]）
- ハガキポエム（1978年当時）
  - リスナー作の詩を毎日一編ずつ紹介[7]。
- ノンセクトファン投票
  - 有名・無名・一般人から架空の人物を問わず、また喫茶店、リスナー自信が注目するスポット、たまり場などの場所などもあらゆるものを対象とし、組織票も歓迎とした人気投票を展開していた。
- なるかならぬかとりもち編
  - 1979年10月以降のコーナー。好きな人にうまく告白できないリスナーに代わって仲を取り持ってくれるというコーナー。はがきには自分と相手の名前、年齢、電話番号とそれに関する面白そうなエピソードを書いて応募[8]。

他